# Kwiecień 2009 w sporcie

## 30 kwietnia

### Tenis ziemny

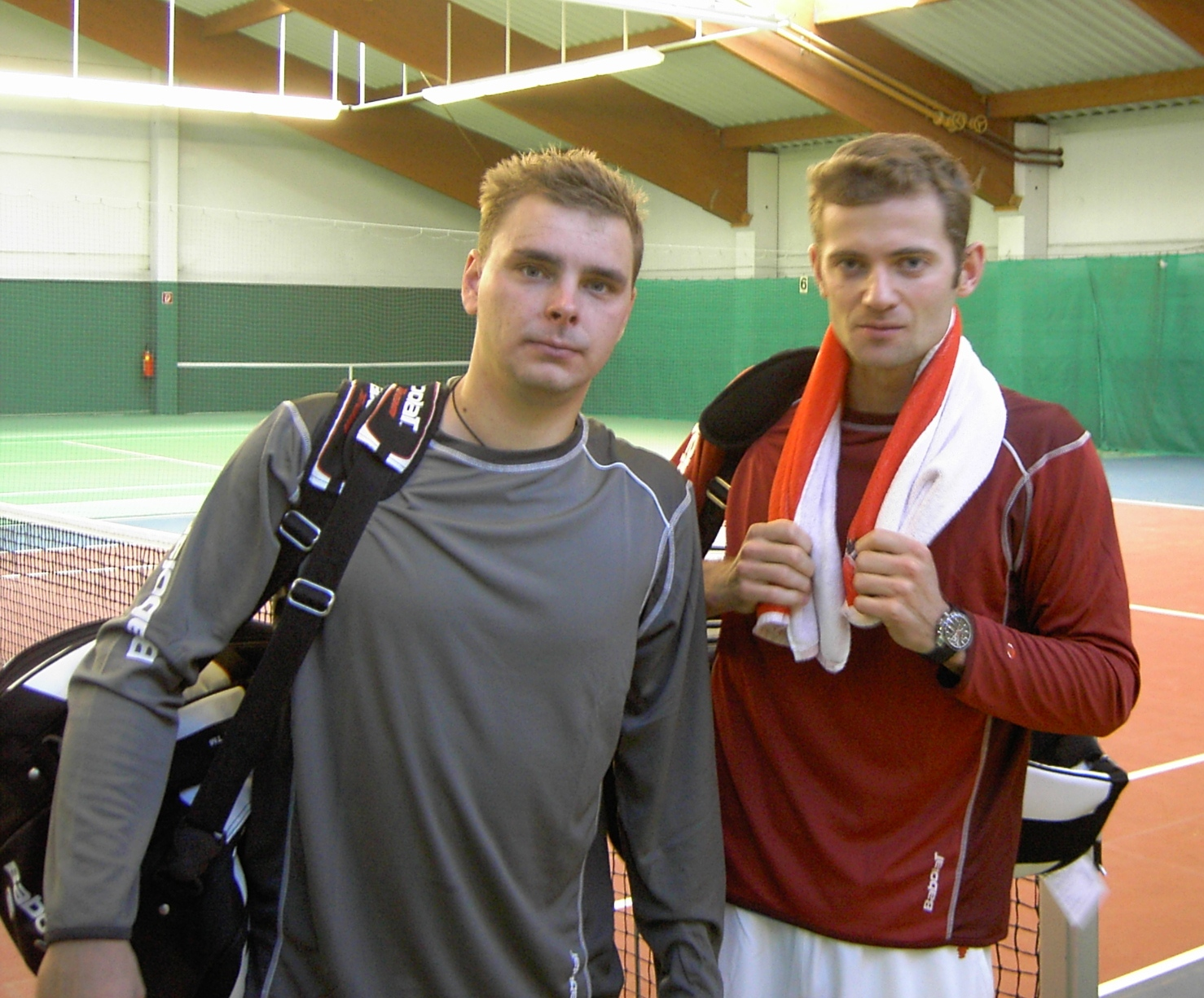
Matkowski-Fyrstenberg

- ATP World Tour 2009 – Internazionali BNL d’Italia: debel  Fyrstenberg-Matkowski awansował do ćwierćfinału turnieju rzymskiego[1].
- WTA Tour 2009 Agnieszka Radwańska

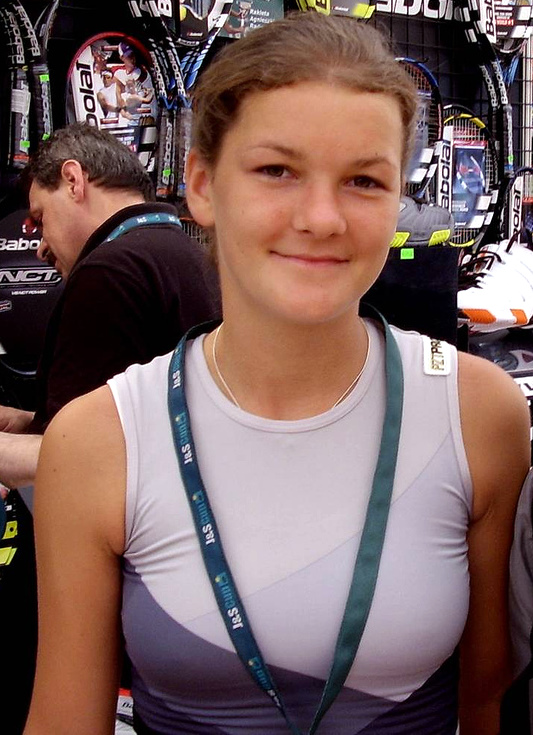
Agnieszka Radwańska

  - Porsche Tennis Grand Prix:  Agnieszka Radwańska awansowała do ćwierćfinał turnieju rozgrywanego w Stuttgarcie[2].
  - Grand Prix SAR La Princesse Lalla Meryem:  Marta Domachowska przegrała w ćwierćfinale z  Jekatieriną Makarową 4:6, 4:6 w marokańskim Fezie[3].

### Koszykówka
- PLK, półfinał:
  - Asseco Prokom Sopot 90:79 Anwil Włocławek (w meczach 3:2)[4].

### Piłka ręczna
- EHF Liga Mistrzów, półfinały (rewanżowe mecze):
  - Rhein-Neckar Löwen  31:30  THW Kiel (w dwumeczu 54:67, awans do finału THW Kiel[5].

### Piłka nożna
- Puchar Polski, półfinały (I mecze):
  - Lech Poznań 1:1 Polonia Warszawa
- Puchar UEFA, półfinały (I mecze):
  - Dynamo Kijów  1:1  Szachtar Donieck
  - Werder Brema  0:1  Hamburger SV

### Hokej na lodzie
- Mistrzostwa Świata w Hokeju na Lodzie 2009, Elita:
  - Grupa E
    - Rosja  6:5 (2:2, 1:1, 2:2, 1:0)  Szwecja
    - Szwajcaria  1:2 (0:1, 0:0, 1:0, 0:0, 0:1)  Łotwa

  - Grupa F
    - Białoruś  3:2 (0:1, 1:1, 1:0, 1:0)  Norwegia
    - Kanada  5:1 (3:0, 0:0, 2:1)  Czechy

## 29 kwietnia

### Koszykówka
- PLK, półfinał:
  - PGE Turów Zgorzelec 81:71 Energa Czarni Słupsk (w meczach 3:2 dla Turowa)

### Piłka nożna
- Puchar Polski, półfinały (I mecze):
  - Legia Warszawa 0:1 Ruch Chorzów
- Puchar Ekstraklasy, półfinał:
  - Arka Gdynia 1:0 Śląsk Wrocław (w dwumeczu 1:3 awans Śląska)
- Liga Mistrzów, półfinały (I mecze):
  - Manchester United  1:0  Arsenal F.C.

### Hokej na lodzie
- Mistrzostwa Świata w Hokeju na Lodzie 2009, Elita:
  - Grupa C
    - Austria  0:2 (0:1, 0:0, 0:1)  Łotwa
    - Szwecja  6:5  Stany Zjednoczone

  - Grupa D
    - Dania  4:5 (2:2, 1:1, 1:1, 0:1)  Norwegia
    - Finlandia  4:3  Czechy

## 28 kwietnia

### Piłka nożna
- Puchar Ekstraklasy, półfinał:
  - GKS Bełchatów 0:2 Odra Wodzisław Śląski (w dwumeczu 0:2 awans Odry)
- Liga Mistrzów, półfinały (I mecze):
  - FC Barcelona  0:0  Chelsea F.C.

### Hokej na lodzie
- Mistrzostwa Świata w Hokeju na Lodzie 2009, Elita:
  - Grupa A:
    - Węgry  1:3 (0:1, 1:0, 0:2)  Białoruś
    - Kanada  7:3 (3:0, 3:1, 1:2)  Słowacja

  - Grupa B
    - Rosja  4:2 (1:2, 1:0, 2:0)  Szwajcaria
    - Francja  2:1 (2:1, 0:0, 0:0)  Niemcy

## 27 kwietnia

### Koszykówka
- PLK, półfinał:
  - Anwil Włocławek 95:90 Asseco Prokom Sopot (w meczach 2:2)

### Hokej na lodzie
- Mistrzostwa Świata w Hokeju na Lodzie 2009, Elita:
  - Grupa C:
    - Stany Zjednoczone  6:1  Austria
    - Łotwa  3:2  Szwecja

  - Grupa D:
    - Czechy  5:2  Norwegia
    - Finlandia  5:1  Dania

## 26 kwietnia

### Koszykówka
- PLK, półfinał:
  - Energa Czarni Słupsk 93:71 PGE Turów Zgorzelec (w meczach 2:2)

### Judo
- Zakończyły się Mistrzostwa Europy w Judo 2009 srebrne medale dla Polski zdobyli Tomasz Kowalski (−66 kg) i Urszula Sadkowska (+78 kg).

### Lekkoatletyka
- Hamburg-Marathon:
  - Mężczyźni:   Solomon Tside 2 godz. 11 min. 47 sek.
  - Kobiety:   Alessandra Aguilar 2 godz. 29 min. 1 sek.
- Maraton londyński:
  - Mężczyźni:   Sammy Wanjiru 2 godz. 5 min. 10 sek.
  - Kobiety:   Irina Mikitenko 2 godz. 22 min. 11 sek.

### Tenis ziemny
- ATP World Tour 2009 – Barcelona Open Banco Sabadell 2009:  Rafael Nadal wygrał turniej rozegrany na kortach w Barcelonie[6].
- Puchar Federacji 2009: Reprezentacja Polski kobiet pokonała Japonię 3:2 i awansowała do Grupy Światowej II[7][8].

### Sporty motorowe
- Formuła 1 – Grand Prix Bahrajnu 2009:
  -   Jenson Button (Brawn-Mercedes)
  -   Sebastian Vettel (Red Bull Racing)
  -   Jarno Trulli (Toyota)[9]
- Rajdowe Mistrzostwa Świata, 5 eliminacja Rajd Argentyny 2009:
  -   Sébastien Loeb /  Daniel Elena
  -   Daniel Sordo /  Marc Marti
  -   Henning Solberg /  Cato Menkerud
  -   Michał Kościuszko /  Maciej Szczepaniak
    - w klasyfikacji JWRC polski kierowca wygrał rajd Argentyny w klasyfikacji generalnej JWRC prowadzi z 28 punktami[10]
- Motocyklowe Mistrzostwa Świata 2009 – Motocyklowe Grand Prix Japonii; wyniki drugiej eliminacji motocyklowych MŚ w kategorii MotoGP:Jorge Lorenzo

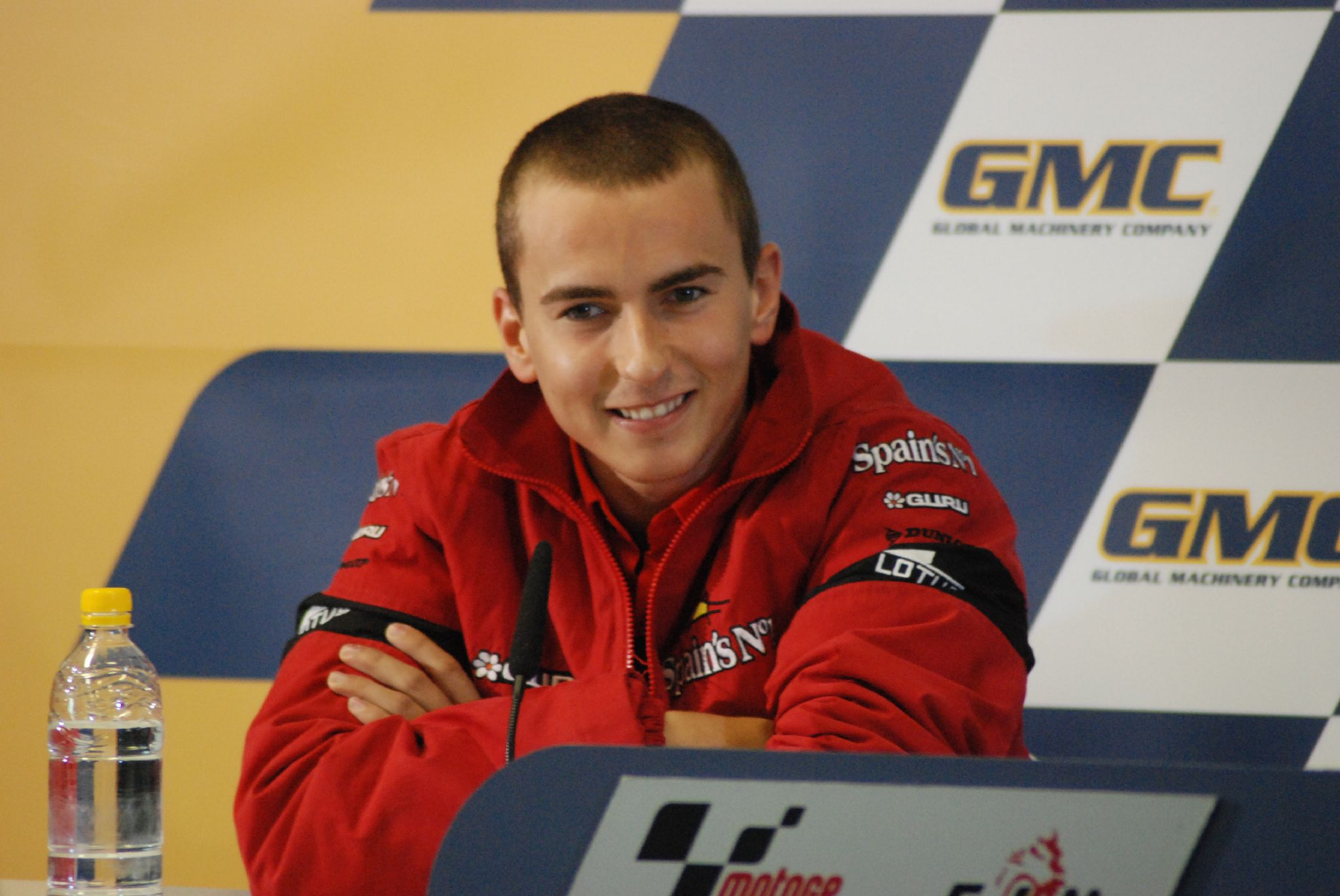
Jorge Lorenzo

  -   Jorge Lorenzo
  -   Valentino Rossi
  -   Daniel Pedrosa[11]

### Boks
- Juan Manuel Lopez obronił tytuł zawodowego mistrza świata w boksie w wadze junior piórkowej federacji WBO[12]

### Piłka nożna
- Ekstraklasa, 25. kolejka:
  - ŁKS Łódź 0:1 Piast Gliwice
  - Legia Warszawa 1:1 Lech Poznań
- Puchar Ligi Francuskiej w piłce nożnej po raz trzeci zdobył zespół Girondins Bordeaux[13]

### Piłka ręczna
- Ekstraklasa piłki ręcznej mężczyzn, play-off:
- EHF Liga Mistrzów, półfinały (pierwsze mecze):
  - THW Kiel  37:23  Rhein-Neckar Löwen

### Piłka siatkowa
- PlusLiga Kobiet, runda III: Mecze o 1. miejsce (do 3 zwycięstw)
  - MKS Muszynianka Fakro Muszyna 3:2 BKS Aluprof Bielsko-Biała (w meczach 3:0 dla MKS Muszynianka Fakro Muszyna  MISTRZ POLSKI)[14].

### Koszykówka
- PLKK: Lotos PKO BP Gdynia –  MISTRZEM POLSKI[15].

### Rugby
- Pierwsza Liga Rugby, 16. runda:
  - Lechia Gdańsk 39:14 AZS AWF Warszawa
  - Arka Gdynia 16:15 Blachy Pruszyński Budowlani Łódź
  - Salwator Juvenia Kraków 67:7 Pogoń Siedlce
  - Posnania Poznań -:- WMPD-PUDiZ Olsztyn
  - Ogniwo Sopot 31:0 MACH Czarni Pruszcz Gdański

### Hokej na lodzie
- Mistrzostwa Świata w Hokeju na Lodzie 2009, Elita:
  - Grupa A
    - Słowacja  1:2 pk. (0:0, 0:1, 1:0, 0:0, 0:1)  Białoruś
    - Kanada  9:0 (4:0, 2:0, 3:0)  Węgry

  - Grupa B
    - Szwajcaria  3:2 pd. (1:1, 1:1 0:0, 1:0)  Niemcy
    - Rosja  7:2 (5:1, 1:1, 1:0)  Francja

## 25 kwietnia

### Koszykówka
- PLK, półfinał:
  - Anwil Włocławek 88:76 Asseco Prokom Sopot (w meczach 1:2)

### Żużel
- Grand Prix Indywidualnych Mistrzostw Świata na Żużlu 2009 – Grand Prix Czech:
  -   Emil Saifutdinov,
  -   Fredrik Lindgren,
  -   Jason Crump
  -   Leigh Adams
  -   Nicki Pedersen
  -   Andreas Jonsson
  -   Greg Hancock
  -   Kenneth Bjerre
  -   Tomasz Gollob
  -   Grzegorz Walasek
  -   Chris Harris
  -   Hans N. Andersen
  -   Sebastian Ułamek
  -   Scott Nicholls
  -   Rune Holta
  -   Matej Kus[16]

### Boks
- Mariusz Wach obronił pas mistrza świata federacji TWBA[17].

### Kolarstwo
- Przemysław Niemiec zajął 3. miejsce w wyścigu Giro del Trentino[18].

### Tenis ziemny
- Puchar Federacji 2009 (I dzień)
  -  Belgia 1–1  Kanada, Hasselt
  -  Estonia 1–1  Izrael, Tallinn
  -  Polska 1–1  Japonia, Gdynia[19]
  -  Australia 2–0  Szwajcaria, Mildura

### Piłka nożna
- Ekstraklasa, 25. kolejka:
  - Ruch Chorzów 0:1 GKS Bełchatów
  - Lechia Gdańsk 2:1 Arka Gdynia
  - Odra Wodzisław 1:1 Polonia Warszawa
  - Śląsk Wrocław 2:0 Jagiellonia Białystok
- Super liga Srbije – Partizan Belgrad zagwarantował sobie mistrzostwo Serbii na 5 kolejek przed końcem sezonu[20].

### Piłka ręczna
- Ekstraklasa piłki ręcznej mężczyzn, play-off:
- EHF Liga Mistrzów, półfinały (pierwsze mecze):
  - HSV Hamburg  29:30  BM Ciudad Real

### Piłka siatkowa
- PlusLiga Kobiet, runda III: mecze o 3. miejsce (do 3 zwycięstw)
  - Centrostal Focus Park Bydgoszcz 1:3 Farmutil Piła (w meczach 0:3 dla Farmutil Piła )
- PlusLiga, mecze o 1. miejsce (do 3 zwycięstw)
  - PGE Skra Bełchatów 3:0 Asseco Resovia Rzeszów (w meczach 2:0 dla Skry)
- PlusLiga, mecze o 3. miejsce (do 3 zwycięstw)
  - ZAKSA Kędzierzyn-Koźle 3:1 KS Jastrzębski Węgiel S.A. (w meczach 1:1)

### Hokej na lodzie
- Mistrzostwa Świata w Hokeju na Lodzie 2009, Elita:
  - Grupa C
    - Stany Zjednoczone  4:2 (1:1, 2:1, 1:0)  Łotwa
    - Szwecja  7:1 (3:0, 0:1, 4:0)  Austria

  - Grupa D
    - Norwegia  0:5 (0:3, 0:1, 0:1)  Finlandia
    - Czechy  5:0 (1:0, 3:0, 1:0)  Dania

## 24 kwietnia

### Koszykówka
- PLK, półfinał:
  - Energa Czarni Słupsk 65:80 PGE Turów Zgorzelec (w meczach 1:2)

### Piłka siatkowa
- PlusLiga, mecze o 1. miejsce (do 3 zwycięstw):
  - PGE Skra Bełchatów 3:0 Asseco Resovia Rzeszów (w meczach 1:0 dla Skry)[21]
- PlusLiga, mecze o 3. miejsce (do 3 zwycięstw):
  - ZAKSA Kędzierzyn-Koźle 1:3 KS Jastrzębski Węgiel S.A. (w meczach 0:1 dla Jastrzębskiego Węgla)

### Piłka nożna
- Ekstraklasa, 25. kolejka:
  - Polonia Bytom 1:0 Cracovia
  - Wisła Kraków 3:1 Górnik Zabrze

### Hokej na lodzie
- Mistrzostwa Świata w Hokeju na Lodzie 2009, Elita
  - Grupa A:
    - Białoruś  1:6 (0:2, 0:0, 1:4)  Kanada
    - Słowacja  4:3 (1:0, 2:1, 1:2)  Węgry

  - Grupa B:
    - Niemcy  0:5 (0:3, 0:0, 0:2)  Rosja
    - Szwajcaria  1:0 (1:0, 0:0, 0:0)  Francja

## 23 kwietnia

### Łucznictwo
- Pucharu Europy w łucznictwie: Reprezentacje Polski kobiet i mężczyzn zajęły trzecie miejsca w zawodach rozegranych we francuskim Riom[22]

### Tenis ziemny
- ATP World Tour 2009 – Barcelona Open Banco Sabadell 2009:
  - polsko-austriacki debel Kubot-Marach przegrał w ćwierćfinałowym meczu z braćmi Bobem i Mikiem Bryanami 1:6, 2:6.

## 22 kwietnia

### Koszykówka
- PLK, półfinał:
  - Asseco Prokom Sopot 93:85 Anwil Włocławek (w meczach 2:0)

### Tenis ziemny
- ATP World Tour 2009 – Barcelona Open Banco Sabadell 2009:
  - polsko-austriacki debel Kubot-Marach awansowali do ćwierćfinału turnieju rozgrywanego na kortach ziemnych w Barcelonie[23];
  - polski debel Fyrstenberg-Matkowski odpadł z turnieju po porażce w drugiej rundzie z argentyńsko-chilijskim deblem Kerr-Gonzalez[24].

### Piłka nożna
- Puchar Ekstraklasy, półfinał:
  - Śląsk Wrocław 3:0 Arka Gdynia
- Premier League
  - Chelsea F.C.  0:0  Everton F.C.
  - Manchester United F.C.  2:0  Portsmouth F.C.

## 21 kwietnia

### Koszykówka
- PLK, półfinał:
  - PGE Turów Zgorzelec 98:68 Energa Czarni Słupsk (w meczach 1:1)

### Piłka nożna
- Puchar Ekstraklasy, półfinał:
  - Odra Wodzisław Śląski 0:0 GKS Bełchatów
- Premier League
  - Liverpool F.C. 	4:4	 Arsenal F.C.

## 20 kwietnia

### Koszykówka
- PLK, półfinał:
  - Asseco Prokom Sopot 97:91 Anwil Włocławek (w meczach 1:0)

### Lekkoatletyka
- 113-ty Maraton Bostoński:
  - Męźczyźni:   Deriba Merga – 2:08:42;  Daniel Rono – 2:09:32;   Ryan Hall – 2:09:40.
  - Kobiety:   Salina Kosgei;   Dire Tune – 2:32.17;   Kara Goucher – 	2:32.25.
  - Wózki:   Ernst Van Dyk – 1:33.29;   Masazumi Soejima – 1:36.57;   Roger Puigbo – 1:37.47.
  - Wózki handbike:   Arkadiusz Skrzypiński – 1:24.44;   Chris Ayres – 1:37.18;   Kent Solheim – 1:50.23[25].

### Piłka siatkowa
- PlusLiga Kobiet, runda III: Mecze o 1. miejsce (do 3 zwycięstw)
  - BKS Aluprof Bielsko-Biała 2:3 MKS Muszynianka Fakro Muszyna (w meczach 0:2 dla Fakro)[26].

## 19 kwietnia

### Koszykówka
- PLK, półfinał:
  - PGE Turów Zgorzelec 98:99 Energa Czarni Słupsk (w meczach 0:1)

### Tenis ziemny

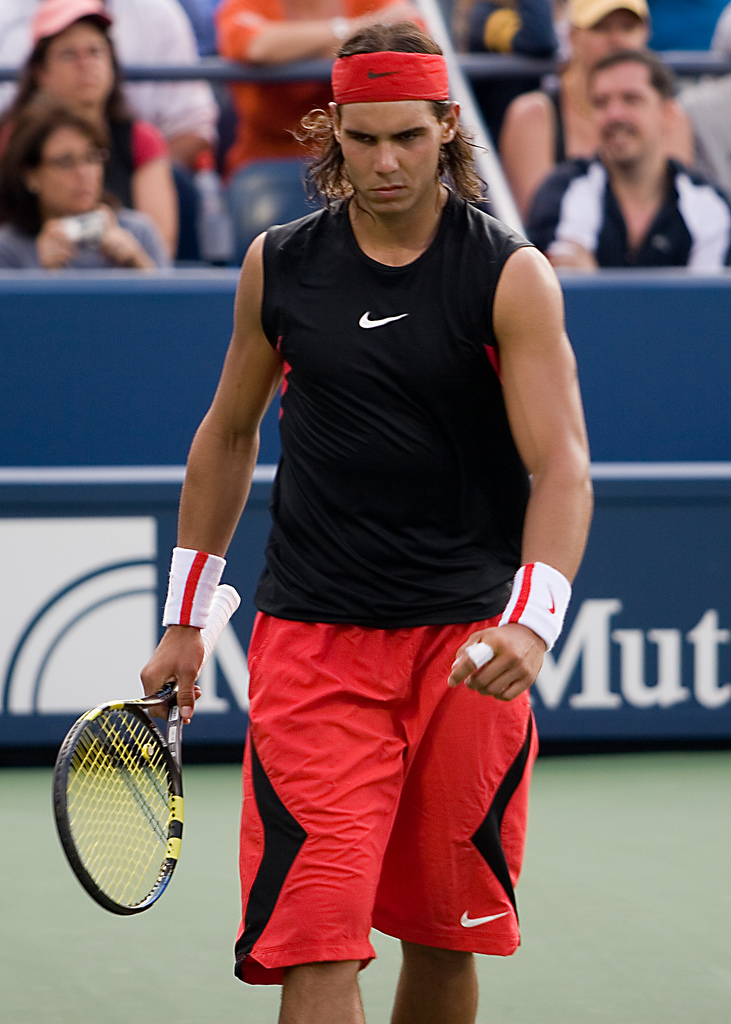
Rafael Nadal

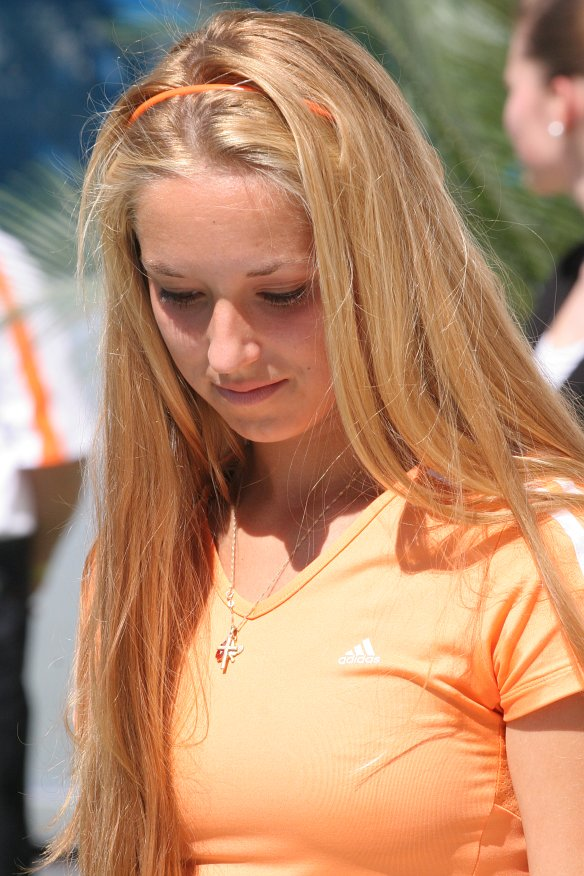
Sabine Lisicki

- ATP World Tour 2009 – Masters Series Monte Carlo 2009:  Rafael Nadal wygrał piąty raz z rzędu turniej w Monte Carlo[27].
- WTA Tour 2009
  - Barcelona Ladies Open 2009:  Roberta Vinci wygrała turniej rozegrany na kortach ziemnych w Barcelonie.
  - Family Circle Cup 2009:  Sabine Lisicki wygrała turniej rozegrany w Charleston[28].
- Karolina Kosińska wygrała turniej rozegrany na chorwackiej wyspie Hvar[29].

### Formuła 1
- Grand Prix Chin 2009 – Sebastian Vettel z teamu Red Bull wygrał 3 tegoroczną rundę mistrzostw świata w Formule 1, 2. miejsce zajął również kierowca teamu Red Bull Mark Webber, zaś na najniższym stopniu podium uplasował się Jenson Button z teamu Brawn GP. Robert Kubica (BMW Sauber) zajął 13. miejsce[30].
  - Wyniki:

1. Sebastian Vettel (Red Bull) – 1h:57:43,485
2. Mark Webber (Red Bull) – +0:10,970
3. Jenson Button (Brawn GP) – +0:44,975
4. Rubens Barrichello (Brawn GP) – +1:03,704
5. Heikki Kovalainen (McLaren) – +1:05,102
6. Lewis Hamilton(McLaren) – +1:11,866
7. Timo Glock (Toyota) – +1:14,476
8. Sebastien Buemi (Toro Rosso) – +1:16,439
9. Fernando Alonso (Renault) – +1:24,303
10. Kimi Raikkonen (Ferrari) – +1:31,750
11. Sebastien Bourdais (Toro Rosso) – +1:34,156
12. Nick Heidfeld (BMW Sauber) – +1:35,834
13. Robert Kubica (BMW Sauber) – +1:46,853
14. Giancarlo Fisichella (Force India) – 1 okr.
15. Nico Rosberg (Williams) – 1 okr.
16. Nelson Piquet Jr (Renault) – 2 okr.

- Niesklasyfikowani:
  - Kazuki Nakajima (Williams) (43 okr.) – wycofał się
  - Felipe Massa (Ferrari) (22 okr.) – wycofał się
  - Jarno Trulli (Toyota) (20 okr.) – kolizja z Kubicą
- Statystyki:
  - Najszybsze okrążenie: Rubens Barrichello (Brawn GP) – 1:52,592 na 42 okr.
  - Średnia prędkość zwycięzcy: 155,481 km/h

### Piłka ręczna
- Ekstraklasa piłki ręcznej kobiet, play-off:
  - SPR Asseco BS Lublin 28:25 GTPR Gdynia (w meczach 2:0 dla Asseco)
  - Interferie Zagłębie Lubin 22:19 KS Piotrcovia Piotrków Tryb. (w meczach 2:0 dla Zagłębia)

### Piłka siatkowa
- PlusLiga Kobiet, runda III: Mecze o 1. miejsce (do 3 zwycięstw)
  - BKS Aluprof Bielsko-Biała 2:3 MKS Muszynianka Fakro Muszyna (w meczach 0:1 dla Fakro)
- PlusLiga Kobiet, runda III: Mecze o 3. miejsce (do 3 zwycięstw)
  - PTPS Farmutil Piła 3:0 GCB Centrostal Bydgoszcz (w meczach 2:0 dla PTPS)

### Piłka nożna
- Ekstraklasa, 24. kolejka:
  - Jagiellonia Białystok 1:0 Ruch Chorzów
  - Arka Gdynia 0:1 Wisła Kraków
- Premier League
  - Tottenham Hotspur F.C. 	1:0	 Newcastle United F.C.
  - Manchester City F.C. 	4:2	 West Bromwich Albion F.C.
- Eredivisie: AZ Alkmaar zapewnił sobie na trzy kolejki przed zakończeniem sezonu tytuł mistrzów Holandii[31].

## 18 kwietnia

### Kolarstwo górskie

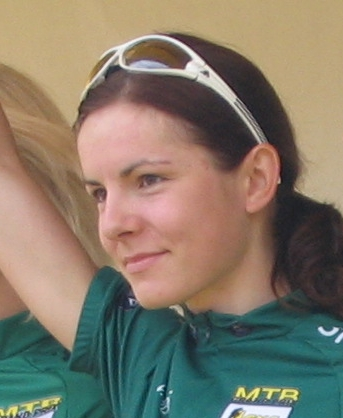
Maja Włoszczowska

- Lang Team Grand Prix MTB – Szczawno-Zdrój, wyniki:
  - kobiety –  Maja Włoszczowska
  - mężczyźni –  Tomas Vokrovhlik[32]

### Zawody lotnicze
- Red Bull Air Race World Series 2009 –  Hannes Arch wygrał pierwszy wyścig mistrzostw świata Red Bull Air Race rozegrany w Abu Zabi[33][34].

### Piłka nożna
- Ekstraklasa, 24. kolejka:
  - GKS Bełchatów 3:0 Odra Wodzisław
  - Górnik Zabrze 2:0 Polonia Bytom
  - Lech Poznań 1:1 ŁKS Łódź
  - Polonia Warszawa 1:1 Lechia Gdańsk
- Premier League
  - Aston Villa F.C. 	1:1	 West Ham United F.C.
  - Middlesbrough F.C. 	0:0	 Fulham F.C.
  - Portsmouth F.C. 	1:0	 Bolton Wanderers F.C.
  - Stoke City F.C. 	1:0	 Blackburn Rovers F.C.
  - Sunderland A.F.C. 	1:0	 Hull City A.F.C.

### Piłka ręczna
- Puchar Polski w piłce ręcznej mężczyzn, finał:
  - VIVE Kielce 26:16 Zagłębie Lubin – VIVE zdobył  Puchar Polski[35]
- Ekstraklasa piłki ręcznej kobiet, play-off:

### Piłka siatkowa
- PlusLiga Kobiet, runda III: Mecze o 3. miejsce (do 3 zwycięstw)
  - PTPS Farmutil Piła 3:0 GCB Centrostal Bydgoszcz (w meczach 1:0 dla PTPS)
- PlusLiga, półfinały (do 3 zwycięstw)
  - Asseco Resovia Rzeszów 3:1 ZAKSA Kędzierzyn-Koźle (w meczach 3:1 awans Asseco)

### Rugby
- Pierwsza Liga Rugby, 15. runda:
  - AZS AWF Warszawa 27-9 Salwator Juvenia Kraków
  - Blachy Pruszyński Budowlani Łódź 24-27 Lechia Gdańsk
  - MACH Czarni Pruszcz Gdański 8-47 Arka Gdynia
  - Pogoń Siedlce 9-48 Posnania Posnania
  - WMPD-PUDiZ Olsztyn 23-5 Ogniwo Sopot

## 17 kwietnia

### Tenis ziemny
- ATP World Tour 2009 – Masters Series Monte Carlo 2009: polski debel Fyrstenberg-Matkowski przegrał w ćwierćfinale turnieju rozgrywanego na kortach ziemnych w Monte Carlo z amerykańskimi braćmi Mikiem i Bobem Bryanami[36].

### Piłka nożna
- Ekstraklasa, 24. kolejka:
  - Cracovia 1:1 Śląsk Wrocław
  - Piast Gliwice 0:1 Legia Warszawa

### Piłka siatkowa
- PlusLiga, półfinały (do 3 zwycięstw)
  - KS Jastrzębski Węgiel S.A. 1:3 PGE Skra Bełchatów (w meczach 0:3 awans Skry)
  - Asseco Resovia Rzeszów 3:1 ZAKSA Kędzierzyn-Koźle (w meczach 2:1)[37]

### Hokej na lodzie
- Mistrzostwa Świata w Hokeju na Lodzie 2009, I Dywizja:
  - Grupa A:
    - Chorwacja  5:1 (1:0, 2:1, 2:0)  Australia
    - Słowenia  1:2 (0:1, 0:1, 1:0)  Kazachstan
    - Japonia  5:1 (1:0, 3:1, 1:0)  Litwa

  - Grupa B:
    - Holandia  5:1 (1:0, 2:0, 2:1)  Rumunia
    - Włochy  2:0 (0:0, 1:0, 1:0)  Ukraina
    - Polska  1:2 (0:0, 0:1, 1:0, 0:1)  Wielka Brytania[38]

  - Polska zakończyła mistrzostwa na 4. miejscu grupy B i po raz siódmy z rzędu nie awansowała do najlepszej 16 globu[39]
  - Do Elity awansowały drużyny: Kazachstanu i Włoch
  - do II dywizji spadły drużyny: Australii i Rumunii

## 16 kwietnia

### Piłka nożna
- Puchar UEFA, ćwierćfinały (mecze rewanżowe):
  - Dynamo Kijów  3:0  Paris Saint-Germain (w dwumeczu 3:0 awans Dynama)
  - Manchester City  2:1  Hamburger SV (w dwumeczu 3:4 awans Hamburga)
  - Udinese Calcio  3:3  Werder Brema (w dwumeczu 4:6 awans Werdera)
  - Olimpique Marsylia  1:2  Szachtar Donieck (w dwumeczu 1:4 awans Szachtara)

### Hokej na lodzie
- Mistrzostwa Świata w Hokeju na Lodzie 2009, I Dywizja:
  - Grupa B:
    - Wielka Brytania  3:2 (3:0, 0:1, 0:1)  Holandia
    - Ukraina  7:0 (2:0, 3:0, 2:0)  Rumunia
    - Polska  2:4 (1:0, 0:2, 1:2)  Włochy
      - Polska po 4 meczach z 2 zwycięstwami i 2 poreżkami nie ma już szans na awans[40].

## 15 kwietnia

### Kolarstwo
- Alessandro Petacchi wygrał najstarszy belgijski wyścig Grote Scheldeprijs[41]

### Piłka nożna
- Liga Mistrzów UEFA (2008/2009), ćwierćfinały (mecze rewanżowe):
  - Arsenal F.C.  3:0  Villarreal CF (w dwumeczu 4:1 awans Arsenalu)
  - FC Porto  0:1  Manchester United (w dwumeczu 2:3 awans Manchesteru)

### Hokej na lodzie
- Mistrzostwa Świata w Hokeju na Lodzie 2009, I Dywizja:
  - Grupa A:
    - Kazachstan  3:1 (1:0, 1:1, 1:0)  Japonia
    - Słowenia  4:2 (1:0, 1:2, 2:0)  Chorwacja
    - Australia  3:9 (0:5, 1:2, 2:2)  Litwa

## 14 kwietnia

### Piłka nożna
- Liga Mistrzów UEFA (2008/2009), ćwierćfinały (mecze rewanżowe):
  - Chelsea F.C.  4:4  Liverpool (w dwumeczu 7:5 awans Chelsea)[42][43]
  - Bayern Monachium  1:1  FC Barcelona (w dwumeczu 1:5 awans Barcelony)

### Hokej na lodzie
- Mistrzostwa Świata w Hokeju na Lodzie 2009, I Dywizja:
  - Grupa A
    - Kazachstan  3:1 (1:0, 1:1, 1:0)  Japonia
    - Słowenia  4:2 (1:0, 1:2, 2:0)  Chorwacja
    - Australia  3:9 (0:5, 1:2, 2:2)  Litwa

  - Grupa B
    - Włochy  4:0 (3:0, 0:0, 1:0)  Holandia
    - Rumunia  0:8 (0:0, 0:3, 0:5)  Wielka Brytania
    - Ukraina  2:1 (1:1, 0:0, 0:0, 0:0, 1:0)  Polska[44][45]
      - Po 3 meczach Polska z 7 pkt. zajmuje 3. miejsce w grupie

## 13 kwietnia

### Szermierka
- Zakończyły się Mistrzostwa Świata juniorów w szermierce:
  - Szpada kobiet drużynowo:
    -   Rosja
    -   Polska (Ewa Nelip, Katarzyna Dąbrowa, Dominika Mosler i Martyna Szymańska)[46]
    -   Stany Zjednoczone

### Piłka nożna
- Vodafonedeildin, 2. kolejka:
  - B68 Toftir 1:0 AB Argir
  - ÍF Fuglafjørður 1:2 B36 Tórshavn
  - HB Tórshavn 1:0 EB/Streymur
  - 07 Vestur 1:4 NSÍ Runavík
  - KÍ Klaksvík 2:2 Víkingur Gøta

### Koszykówka
- NBA
  - Golden State Warriors 72:101 San Antonio Spurs
  - Indiana Pacers 109:117 Cleveland Cavaliers
  - Washington Wizards 96:97 Toronto Raptors
  - Detroit Pistons 88:91 Chicago Bulls
  - New Jersey Nets 91:87 Charlotte Bobcats
  - Milwaukee Bucks 98:80 Orlando Magic
  - Dallas Mavericks 96:94 Minnesota Timberwolves
  - Houston Rockets 86:66 New Orleans Hornets
  - Denver Nuggets 118:98 Sacramento Kings
  - Utah Jazz 106:85 Los Angeles Clippers
  - Phoenix Suns 119:110 Memphis Grizzlies
  - Portland Trail Blazers 113:83 Oklahoma City Thunder

### Hokej na lodzie
- Mistrzostwa Świata w Hokeju na Lodzie 2009, I Dywizja:
  - Grupa B:
    - Włochy  5:2 (3:0, 2:1, 0:1)  Wielka Brytania
    - Ukraina  5:1 (1:0, 3:0, 1:1)  Holandia
    - Polska  7:0 (2:0, 4:0, 1:0)  Rumunia[47]
      - Po 2 meczach Polska zajmuje 2. miejsce z 2 zwycięstwami (6 pkt)

## 12 kwietnia

### Tenis ziemny
- ATP World Tour 2009:
  - Grand Prix Hassan II,  Casablanca:

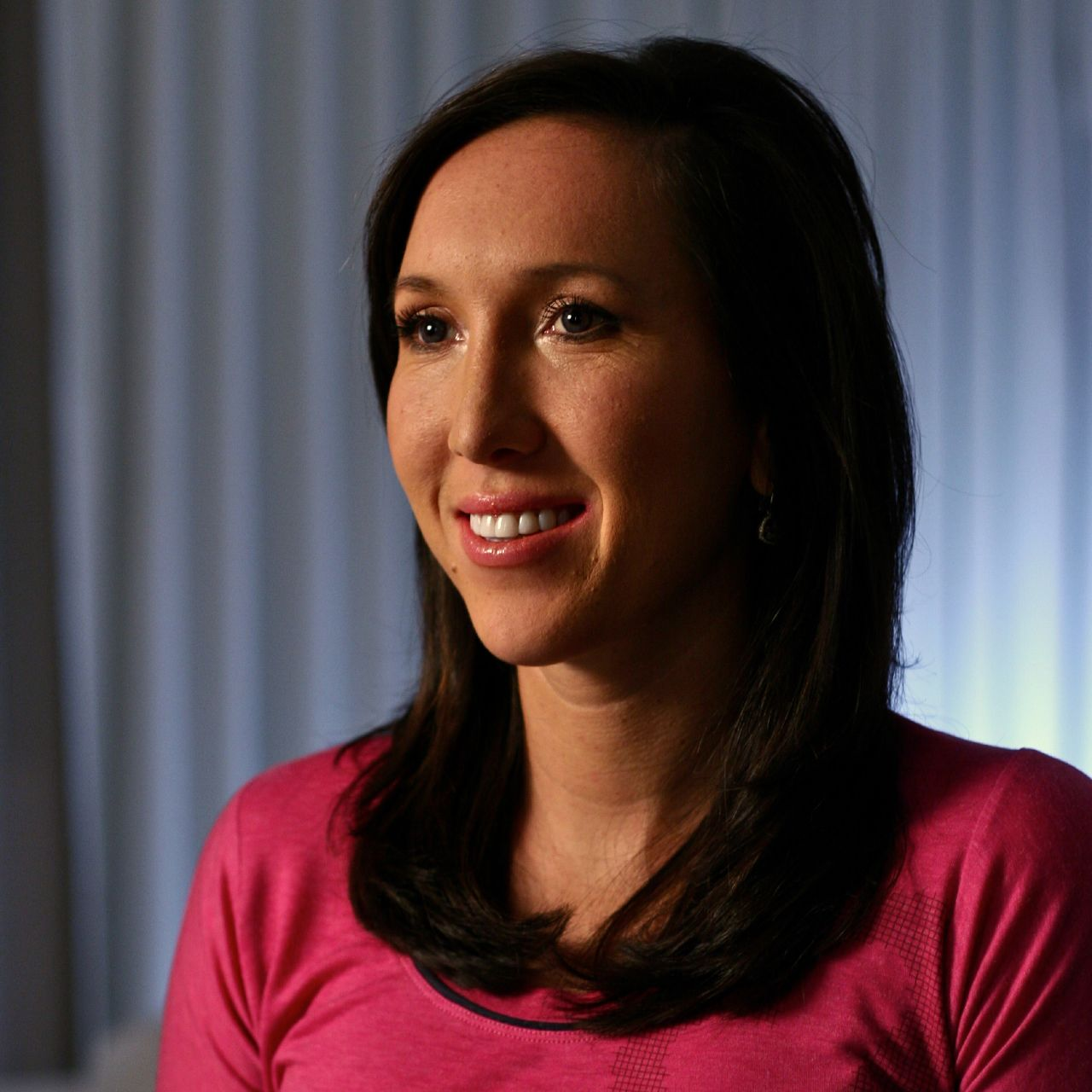
Jelena Janković

    - Finał:  Juan Carlos Ferrero 6:4, 7:5  Florent Serra[48]

  - US Men’s Clay Court Championships,  Houston:
    - Finał:  Lleyton Hewitt 6:2, 7:5  Wayne Odesnik
- WTA Tour 2009:
  - MPS Group Championships,  Ponte Beach:
    - Finał:  Aleksandra Wozniak 6:1, 6:2  Caroline Wozniacki

  - Andalucia Tennis Experience,  Marbella:
    - Finał:  Jelena Janković 6:3, 3:6, 6:3  Carla Suárez Navarro[49]
    - Finał gry podwójnej:  Klaudia Jans,  Alicja Rosolska 6:3, 6:3  Anabel Medina Garrigues,  Virginia Ruano Pascual[50]

### Kolarstwo
- Wyniki 107. wyścigu Paryż-Roubaix (259 km):
  -   Tom Boonen (Quick Step), 6:15.53
  -   Filippo Pozzato (Katiusza), +47s.
  -   Thor Hushovd (Cervelo), +1.17
  -   Leif Hoste (Silence-Lotto), +1.17
  -   Johan Van Summeren (Silence-Lotto), +1.22
  -   Juan Antonio Flecha (Rabobank), +2.14
  -   Heinrich Haussler (Cervelo), +3.13
  -   Sylvain Chavanel (Quick Step), +3.15
  -   Manuel Quinziato (Liquigas), +5.00
  -   Matti Breschel (Saxo Bank) – +5.29
  -   Marcin Sapa (Lampre), +17.36
  -   Maciej Bodnar (Liquigas), +19.51

### Koszykówka
- NBA
  - New Orleans Hornets 102:92 Dallas Mavericks
  - Cleveland Cavaliers 107:76 Boston Celtics
  - Miami Heat 122:105 New York Knicks
  - Toronto Raptors 111:104 Philadelphia 76ers
  - Sacramento Kings 92:95 San Antonio Spurs
  - Los Angeles Lakers 92:75 Memphis Grizzlies

### Wyścigi motocyklowe
- Motocyklowe Mistrzostwa Świata 2009 – Motocyklowe Grand Prix Kataru; wyniki pierwszej eliminacji motocyklowych MŚ w kategorii MotoGP:
  -   Casey Stoner (Ducati) – 42.53,984[51]
  -   Valentino Rossi (Yamaha) – 43.01,755
  -   Jorge Lorenzo (Yamaha) – 43.10,228
  -   Colin Edwards (Yamaha) – 43.18,394
  -   Andrea Dovizioso (Honda) – 43.21,247
  -   Alex de Angelis (Honda) – 43.23,867

### Podnoszenie ciężarów
- Zakończyły się Mistrzostwa Europy w Podnoszeniu Ciężarów 2009 w klasyfikacji medalowej wygrała  Rosja zdobywając 31 medali (14 złotych, 5 srebrnych, 12 brązowych); polska reprezentacja zdobyła jeden brązowy medal.

### Curling
- Zakończyły się Mistrzostwa Świata Mężczyzn w Curlingu 2009:
  -   Szkocja
  -   Kanada
  -   Norwegia

### Hokej na lodzie
- Mistrzostwa Świata w Hokeju na Lodzie Kobiet 2009:
  -   Stany Zjednoczone[52]
  -   Kanada
  -   Finlandia
- Mistrzostwa Świata w Hokeju na Lodzie 2009, I Dywizja:
  - Grupa A:
    - Japonia  7:1 (3:0, 3:1, 1:0)  Australia
    - Kazachstan  6:1 (3:0, 3:1, 0:0)  Chorwacja
    - Słowenia  8:2 (0:0, 4:0, 4:2)  Litwa
- NHL
  - Chicago Blackhawks 3:0 Detroit Red Wings
  - Colorado Avalanche 0:1 St. Louis Blues
  - Philadelphia Flyers 3:4 New York Rangers
  - New York Islanders 2:6 New York Islanders

### Piłka nożna
- Premier League
  - Aston Villa F.C. 	3:3	 Everton F.C.
  - Manchester City F.C. 	1:3	 Fulham F.C.

## 11 kwietnia

### Tenis ziemny
- ATP World Tour 2009 – Grand Prix Hassan II: polsko-austriacki debel Kubot-Marach wygrał turniej rozgrywany na kortach w Casablance w finale pokonali 7:6, 3:6, 10:6 szwedzko-australijski debel Aspelin-Hanley[53]
- Anna Korzeniak wygrała turniej z cyklu ITF rozegrany w  San Severo[54]

### Piłka nożna
- Ekstraklasa, 23. kolejka:
  - Legia Warszawa 4:0 Cracovia
  - Wisła Kraków 1:0 Jagiellonia Białystok
  - Lechia Gdańsk 1:2 GKS Bełchatów
  - Piast Gliwice 1:2 Lech Poznań
  - Ruch Chorzów 1:3 Polonia Warszawa
- Premier League
  - Liverpool F.C. 	4:0	 Blackburn Rovers F.C.
  - Chelsea F.C. 	4:3	 Bolton Wanderers F.C.
  - Middlesbrough F.C. 	3:1	 Hull City A.F.C.
  - Portsmouth F.C. 	2:2	 West Bromwich Albion F.C.
  - Sunderland A.F.C. 	1:2	 Manchester United F.C.
  - Tottenham Hotspur F.C. 	1:0	 West Ham United F.C.
  - Wigan Athletic F.C. 	1:4	 Arsenal F.C.
  - Stoke City F.C. 	1:1	 Newcastle United F.C.

### Rugby
- Pierwsza Liga Rugby, 14. runda:
  - KS Posnania 52-0 AZS AWF Warszawa
  - Salwator Juvenia Kraków 0-36 Blachy Pruszyński Budowlani Łódź
  - Lechia Gdańsk 10-11 Arka Gdynia
  - WMPD-PUDiZ Olsztyn 15-10 MACH Czarni Pruszcz Gdański
  - Ogniwo Sopot 22-3 Pogoń Siedlce

### Koszykówka
- NBA
  - Indiana Pacers 106:102 Detroit Pistons
  - New Jersey Nets 103:93 Orlando Magic
  - Minnesota Timberwolves 97:110 Phoenix Suns
  - Chicago Bulls 113:106 Charlotte Bobcats
  - Milwaukee Bucks 115:98 Oklahoma City
  - Utah Jazz 108:118 Golden State Warriors
  - Los Angeles Clippers 72:87 Portland Trail Blazers

### Hokej na lodzie
- Mistrzostwa Świata w Hokeju na Lodzie 2009, I Dywizja:
  - Grupa A:
    - Chorwacja  1:7 (1:1, 0:4, 0:2)  Japonia
    - Australia  0:6 (0:3, 0:3, 0:0)  Słowenia
    - Litwa  1:5 (0:2, 0:1, 1:2)  Kazachstan

  - Grupa B:
    - Wielka Brytania  2:4 (0:0, 1:1, 1:3)  Ukraina
    - Rumunia  0:11 (0:5, 0:4, 0:2)  Włochy
    - Holandia  1:3 (0:1, 1:1, 0:1)  Polska[55]
- NHL
  - New Jersey Devils 3:2 Carolina Hurricanes
  - New York Islanders 2:3 Philadelphia Flyers
  - Colorado Avalanche 0:1 Vancouver Canucks
  - Detroit Red Wings 2:4 Chicago Blackhawks
  - Los Angeles Kings 4:3 San Jose Sharks
  - Buffalo Sabres 6:1 Boston Bruins
  - Atlanta Thrashers 6:2 Tampa Bay Lightning
  - Toronto Maple Leafs 5:2 Ottawa Senators
  - Columbus Blue Jackets 3:6 Minnesota Wild
  - Montreal Canadiens 1:3 Pittsburgh Penguins
  - Florida Panthers 7:4 Washington Capitals
  - Phoenix Coyotes 5:4 Anaheim Ducks
  - Calgary Flames 4:1 Edmonton Oilers

## 10 kwietnia

### Tenis ziemny
- ATP World Tour 2009 – Grand Prix Hassan II: debel  Łukasz Kubot i  Oliver Marach awansowali do finału turnieju rozgrywanego w Casablance[56]

### Piłka siatkowa
- PlusLiga, półfinały (do 3 zwycięstw)
  - PGE Skra Bełchatów 3:1 KS Jastrzębski Węgiel S.A.

### Koszykówka
- NBA
  - Philadelphia 76ers 92:102 Cleveland Cavaliers
  - Atlanta Hawks 122:118 Indiana Pacers
  - Boston Celtics 105:98 Miami Heat
  - Detroit Pistons 100:93 New Jersey Nets
  - Memphis Grizzlies 106:89 Phoenix Suns
  - Oklahoma City Thunder 84:81 Charlotte Bobcats
  - Orlando Magic 95:105 New York Knicks
  - Dallas Mavericks 100:92 New Orleans Hornets
  - San Antonio Spurs 105:99 Utah Jazz
  - Portland Trail Blazers 106:98 Los Angeles Lakers
  - Golden State Warriors 109:113 Houston Rockets
  - Los Angeles Clippers 109:78 Sacramento Kings

### Hokej na lodzie
- NHL
  - Minnesota Wild 8:4 Nashville Predators
  - St. Louis Blues 3:1 Columbus Blue Jackets
  - Edmonton Oilers 5:1 Calgary Flames
  - Anaheim Ducks 4:3 Dallas Stars

## 9 kwietnia

### Piłka nożna
- Ekstraklasa, 23. kolejka:
  - Polonia Bytom 1:1 Odra Wodzisław
  - ŁKS Łódź 3:0 Arka Gdynia
  - Śląsk Wrocław 1:1 Górnik Zabrze
- Puchar UEFA, ćwierćfinały:
  - Hamburger SV  3:1  Manchester City
  - Werder Brema  3:1  Udinese Calcio
  - Szachtar Donieck  2:0  Olimpique Marsylia
  - Paris Saint-Germain  0:0  Dynamo Kijów

### Piłka siatkowa
- PlusLiga, półfinały (do 3 zwycięstw)
  - PGE Skra Bełchatów 3:0 KS Jastrzębski Węgiel S.A.
  - ZAKSA Kędzierzyn-Koźle 2:3 Asseco Resovia Rzeszów

### Koszykówka
- NBA
  - Chicago Bulls 113:99 Philadelphia 76ers
  - Sacramento Kings 98:115 Houston Rockets
  - Los Angeles Lakers 116:112 Denver Nuggets

## 8 kwietnia

### Piłka nożna
- Puchar Polski, 1/4 finału mecze rewanżowe:
  - Stal Sanok 1:1 Legia Warszawa (w dwumeczu 2:4 – awans Legii)
  - Lech Poznań 2:1 Wisła Kraków (w dwumeczu 3:1 – awans Lecha)[57]
- Liga Mistrzów UEFA (2008/2009), ćwierćfinały (pierwsze mecze):
  - Liverpool  1:3  Chelsea F.C.[58]
  - FC Barcelona  4:0  Bayern Monachium

### Piłka siatkowa
- PlusLiga, półfinały (do 3 zwycięstw)
  - ZAKSA Kędzierzyn-Koźle 3:0 Asseco Resovia Rzeszów[59]

### Tenis ziemny
- ATP World Tour 2009 – Grand Prix Hassan II:  Łukasz Kubot i  Oliver Marach awansowali do ćwierćfinału turnieju rozgrywanego w Casablance[60]

### Koszykówka
- NBA
  - Cleveland Cavaliers 98:86 Washington Wizards
  - Indiana Pacers 130:101 Toronto Raptors
  - Orlando Magic 81:78 Memphis Grizzlies
  - Boston Celtics 106:104 New Jersey Nets
  - New York Knicks 86:113 Detroit Pistons
  - New Orleans Hornets 100:105 Phoenix Suns
  - Milwaukee Bucks 105:113 Atlanta Hawks
  - San Antonio Spurs 83:95 Portland Trail Blazers
  - Denver Nuggets 122:112 Oklahoma City Thunder
  - Dallas Mavericks 130:101 Utah Jazz
  - Golden State Warriors 97:105 Minnesota Timberwolves

## 7 kwietnia

### Piłka nożna
- Puchar Polski, 1/4 finału:
  - Zagłębie Lubin 1:2 Ruch Chorzów (w dwumeczu 1:5 – awans Ruchu)
  - Cracovia 2:2 Polonia Warszawa (w dwumeczu 2:3 – awans Polonii)[61]
- Liga Mistrzów UEFA (2008/2009), ćwierćfinały (pierwsze mecze):
  - Villarreal CF  1:1  Arsenal F.C.
  - Manchester United  2:2  FC Porto
- Copa Libertadores 2009

### Biatlon
- Mistrzostwa Polski w Biathlonie 2009:
  - Bieg indywidualny – 20 km mężczyzn: Tomasz Sikora (NKS Dynamit Chorzów)
  - Bieg indywidualny – 15 km kobiet: Weronika Nowakowska-Ziemniak (AZS AWF Katowice)

### Koszykówka
- NBA
  - Charlotte Bobcats 101:98 Philadelphia 76ers
  - Chicago Bulls 110:103 New York Knicks
  - Houston Rockets 93:83 Orlando Magic
  - LA Clippers 77:87 Minnesota Timberwolves
  - Memphis Grizzlies 93:96 Portland Trail Blazers
  - Miami Heat 87:93(po dogrywce) New Orleans Hornets
  - Oklahoma City Thunder 89:99 San Antonio Spurs
  - Sacramento Kings 104:122 LA Lakers
  - Toronto Raptors 110:118 Atlanta Hawks

## 6 kwietnia

### Biatlon
- Mistrzostwa Polski w Biathlonie 2009:
  - Sztafeta 4 × 7,5 km mężczyzn: BKS WP Kościelisko (Kwak, Pływaczyk, Kobus, Szczurek)
  - Sztafeta 4 × 6 km kobiet: AZS AWF Katowice (Bobak, Pałka, Hojnisz, Nowakowska)

### Podnoszenie ciężarów
- Mistrzostwa Europy w Podnoszeniu Ciężarów 2009:
  -   Marzena Karpińska zdobyła brązowy medal Mistrzostw Europy w Podnoszeniu Ciężarów[62].

### Piłka ręczna
- Reprezentacja Polski w piłce ręcznej kobiet pokonała w meczu towarzyskim Reprezentację Białorusi 36:23[63].

## 5 kwietnia

### Zapasy
- Zakończyły się Mistrzostwa Europy w Zapasach 2009 wyniki polskiej reprezentacji:
  -  – Monika Michalik (Orlęta Trzciel) (63 kg – styl wolny)
  -  – Mariusz Łoś (Agros Zamość) (55 kg – styl klasyczny)
  -  – Edward Barsegjan (Cartusia Kartuzy) (60 kg – styl klasyczny)
  -  – Agnieszka Wieszczek (Heros Czarny Bór) (72 kg – styl wolny)

### Formuła 1

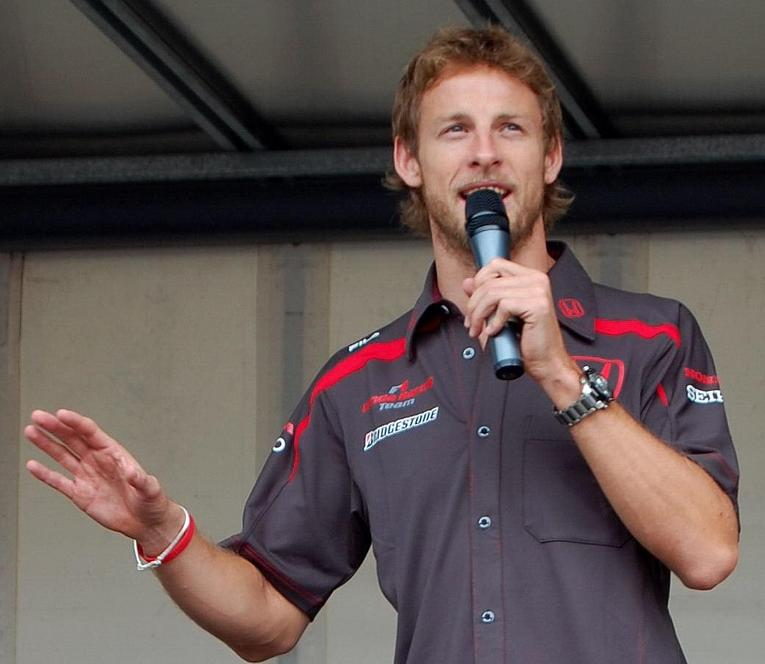
Jenson Button

- Grand Prix Malezji 2009:   Jenson Button, Brawn;  Nick Heidfeld, BMW Sauber;  Timo Glock, Toyota.

### Rajdy samochodowe

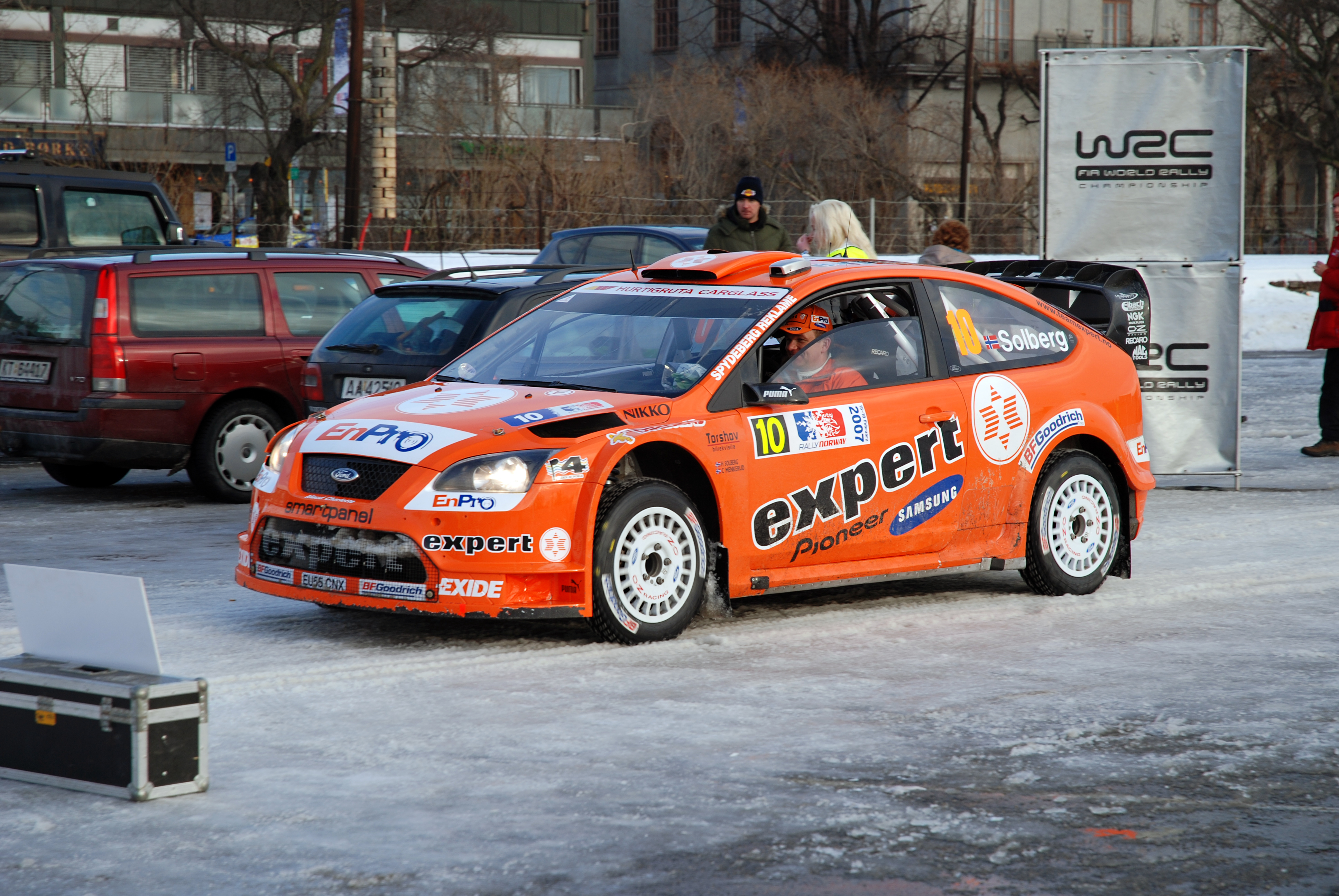
Solberg

- Rajdowe Mistrzostwa Świata 2009, 4 eliminacja Rajd Portugalii: rajd wygrał  Sébastien Loeb/ Daniel Elena (Citroën C4 WRC),  Michał Kościuszko/ Maciej Szczepaniak (Suzuki Swift S1600) zajął 13. miejsce, a wśród kierowców rywalizujących w JWRC 1.
  - W klasyfikacji generalnej Mistrzostw Świata Juniorów (JWRC)  Michał Kościuszko prowadzi ex aequo z  Martinem Prokopem[64].

### Piłka nożna
- Ekstraklasa, 22. kolejka:
  - Jagiellonia Białystok 4:0 ŁKS Łódź
  - Lech Poznań 1:1 Wisła Kraków
- Premier League
  - Everton F.C. 	4:0	 Wigan Athletic F.C.
  - Manchester United F.C. 	3:2	 Aston Villa F.C.
- Vodafonedeildin, 1. kolejka:
  - B36 Tórshavn 3:2 AB Argir
  - EB/Streymur 2:1 07 Vestur

### Gimnastyka
- Mistrzostwa Europy w Gimnastyce Sportowej 2009 – zakończyły się trzecie indywidualne mistrzostwa europy.

### Koszykówka
- NBA
  - Cleveland Cavaliers 101:81 San Antonio Spurs
  - Dallas Mavericks 140:116 Phoenix Suns
  - Detroit Pistons 104:97 Charlotte Bobcats
  - Toronto Raptors 103:112 New York Knicks
  - Houston Rockets 102:88 Portland Trail Blazers
  - Minnesota Timberwolves 87:110 Denver Nuggets
  - New Orleans Hornets 94:108 Utah Jazz
  - Oklahoma City Thunder 99:117 Indiana Pacers
  - New Jersey Nets 96:67 Philadelphia 76ers
  - Sacramento Kings 100:105 Golden State Warriors
  - Los Angeles Lakers 88:85 Los Angeles Clippers

## 4 kwietnia

### Piłka siatkowa
- PlusLiga Kobiet, play off (runda II: półfinał o miejsca 1-4, do 3 zwycięstw)
  - Farmutil Piła 2:3 Muszynianka Fakro Muszyna (stan rywalizacji 1:3) – awans do finału Muszyny

### Piłka nożna
- Ekstraklasa, 22. kolejka:
  - Odra Wodzisław 1:0 Lechia Gdańsk
  - Cracovia 0:0 Ruch Chorzów
  - Arka Gdynia 0:1 Legia Warszawa[65]
  - Polonia Warszawa 1:0 Polonia Bytom
- Premier League
  - Blackburn Rovers F.C. 	2:1	 Tottenham Hotspur F.C.
  - Arsenal F.C. 	2:0	 Manchester City F.C.
  - Bolton Wanderers F.C. 	4:1	 Middlesbrough F.C.
  - Hull City A.F.C. 	0:0	 Portsmouth F.C.
  - Newcastle United F.C. 	0:2	 Chelsea F.C.
  - West Bromwich Albion F.C. 	0:2	 Stoke City F.C.
  - West Ham United F.C. 	2:0	 Sunderland A.F.C.
  - Fulham F.C. 	0:1	 Liverpool F.C.
- Vodafonedeildin, 1. kolejka:
  - HB Tórshavn 3:1 B68 Toftir
  - NSÍ Runavík 1:1 KÍ Klaksvík

### Piłka ręczna
- Ekstraklasa piłki ręcznej mężczyzn, ćwierćfinały play-off (III mecze):
  - MKS Zagłębie Lubin 32:24 Wisła Płock – awans do półfinału Wisły[66]

### Biatlon
- Mistrzostwa Polski w Biathlonie 2009:
  - Bieg pościgowy – 12,5 km mężczyzn:  Tomasz Sikora (NKS Dynamit Chorzów)
  - Sprint – 7,5 km kobiet:  Agnieszka Grzybek (Karkonosze Jelenia Góra)

### Koszykówka
- NBA
  - New York Knicks 95:102 Toronto Raptors
  - Chicago Bulls 103:94 New Jersey Nets
  - Philadelphia 76ers 95:90 Detroit Pistons
  - Atlanta Hawks 82:88 Orlando Magic
  - Washington Wizards 104:118 Miami Heat
  - Milwaukee Bucks 102:107 Memphis Grizzlies
  - Denver Nuggets 120:104 Los Angeles Clippers

## 3 kwietnia

### Koszykówka
- PLK

### Piłka siatkowa
- PlusLiga Kobiet, play off (runda II: półfinał o miejsca 1-4, do 3 zwycięstw)
  - Farmutil Piła 0:3 Muszynianka Fakro Muszyna (stan rywalizacji 1:2)

### Piłka nożna
- Ekstraklasa, 22. kolejka:
  - Piast Gliwice 1:0 Marcin Borski
  - GKS Bełchatów 2:1 Śląsk Wrocław
- Vodafonedeildin, 1. kolejka:
  - Víkingur Gøta 2:0 ÍF Fuglafjørður

### Biatlon
- Mistrzostwa Polski w Biathlonie 2009:
  - Sprint – 10 km mężczyzn:  Tomasz Sikora (NKS Dynamit Chorzów)
  - Sprint – 7,5 km kobiet:  Krystyna Pałka (AZS AWF Katowice)

### Koszykówka
- NBA
  - Indiana Pacers 121:126 San Antonio Spurs
  - Charlotte Bobcats 92:97 Miami Heat
  - Boston Celtics 104:92 Atlanta Hawks
  - Orlando Magic 116:87 Cleveland Cavaliers
  - Oklahoma City Thunder 72:107 Portland Trail Blazers
  - Memphis Grizzlies 107:102 Dallas Mavericks
  - Utah Jazz 102:103 Minnesota Timberwolves
  - Phoenix Suns 139:111 Sacramento Kings
  - Golden State Warriors 111:103 New Orleans Hornets
  - Los Angeles Lakers 93:81 Houston Rockets

## 2 kwietnia

### Koszykówka
- NBA
  - Washington Wizards 109:101 Cleveland Cavaliers
  - Denver Nuggets 114:104 Utah Jazz
  - Philadelphia 76ers 105:95 Milwaukee Bucks

### Piłka siatkowa
- PlusLiga Kobiet, play off (runda II: półfinał o miejsca 1-4, do 3 zwycięstw)
  - GCB Centrostal Bydgoszcz 0:3 BKS Aluprof Bielsko-Biała, w meczach 0:3 dla Bielska-Białej – awans do finału

### Rajdy samochodowe
- Rajdowe Mistrzostwa Świata 2009, 4 eliminacja Rajd Portugalii: pierwszy odcinek specjalny wygrał  Henning Solberg (Ford Focus WRC).  Michał Kościuszko (Suzuki Swift S1600) był 35-ty, a wśród kierowców rywalizujących w JWRC 4-ty[67].

## 1 kwietnia

### Piłka nożna
- Mistrzostwa Świata w Piłce Nożnej 2010 eliminacje:
  - UEFA:
    - Group 1:
      -  Węgry 3:0  Malta
      -  Dania 3:0  Albania

    - Grupa 2:
      -  Łotwa 2:0  Luksemburg
      -  Szwajcaria 2:0  Mołdawia
      -  Grecja 2:1  Izrael

    - Grupa 3:
      -  Czechy 1:2  Słowacja[68]
      -  Polska 10:0  San Marino[69]
      -  Irlandia Północna 1:0  Słowenia

    - Grupa 4:
      -  Liechtenstein 0:1  Rosja
      -  Walia 0:2  Niemcy

    - Grupa 5:
      -  Estonia 1:0  Armenia
      -  Turcja 1:2  Hiszpania
      -  Bośnia i Hercegowina 2:1  Belgia

    - Grupa 6:
      -  Kazachstan 1:5  Białoruś
      -  Andora 0:2  Chorwacja
      -  Anglia 2:1  Ukraina

    - Grupa 7:
      -  Austria 2:1  Rumunia
      -  Francja 1:0  Litwa

    - Grupa 8:
      -  Bułgaria 2:0  Cypr
      -  Gruzja 0:0  Czarnogóra
      -  Włochy 1:1  Irlandia

    - Grupa 9:
      -  Holandia 4:0  Macedonia Północna
      -  Szkocja 2:1  Islandia

  - COMNEBOL:
    -  Boliwia 6:1  Argentyna
    -  Ekwador 1:1  Paragwaj
    -  Chile 0:0  Urugwaj
    -  Brazylia 3:0  Peru

  - CONCACAF:
    -  Stany Zjednoczone 3:0  Trynidad i Tobago
    -  Honduras 3:1  Meksyk
    -  Kostaryka 1:0  Salwador

  - AFC:
    - Grupa A:
      -  Australia 2:0  Uzbekistan
      -  Bahrajn 1:0  Katar

    - Grupa B:
      -  Korea Południowa 1:0  Korea Północna
      -  Arabia Saudyjska 3:2  Zjednoczone Emiraty Arabskie
- Mecze towarzyskie:
  -  Panama 4:0  Haiti
  -  Liban 1:1  Namibia
  -  Lesotho -:-  Botswana
  -  Iran 1:1  Senegal
  -  Norwegia 3:2  Finlandia
  -  Serbia 2:0  Szwecja

### Piłka ręczna
- Ekstraklasa piłki ręcznej mężczyzn, ćwierćfinały play-off (II mecze):
  - VIVE Kielce 27:24 SPR Chrobry Głogów – awans do półfinału Vive
  - MMTS Kwidzyn 28:26 PMKS Focus Park - Kiper Piotrków Trybunalski – awans do półfinału MMTS
  - MKS Zagłębie Lubin 26:25 Wisła Płock – w meczach do dwóch zwycięstw 1:1[70]
  - Traveland Olsztyn 27:29 AZS AWFiS Gdańsk – awans do półfinału AZS AWFiS
- EHF Liga Mistrzów 2008/2009, ćwierćfinał (mecze rewanżowe):

### Koszykówka
- NBA
  - Orlando Magic 95:99 Toronto Raptors
  - Boston Celtics 111:109 Charlotte Bobcats
  - New Jersey Nets 111:98 Detroit Pistons
  - Memphis Grizzlies 112:107 Washington Wizards
  - Milwaukee Bucks 98:104 Los Angeles Lakers
  - Dallas Mavericks 98:96 Miami Heat
  - Phoenix Suns 114:109 Houston Rockets
  - Golden State Warriors 143:141 Sacramento Kings
  - Los Angeles Clippers 98:104 New Orleans Hornets